# Max Färberböck
Max Färberböck (Münsing, 22 settembre 1950) è un regista e sceneggiatore tedesco.

## Biografia
Ha iniziato la sua carriera lavorando per il teatro anche in Italia e Argentina. Dopo essersi formato a Monaco di Baviera, è stato assistente di Peter Zadek, lavorando soprattutto ad Amburgo. Successivamente ha cominciato a scrivere gli episodi di diverse serie TV tra cui Der Fahnder. Ha fatto il suo debutto nel mondo del cinema con il film Aimée & Jaguar, in nomination ai Golden Globe 2000 come miglior film straniero e in concorso al 49º Festival di Berlino.

## Filmografia

### Regista e sceneggiatore
- Aimée & Jaguar (1999)
- September (2003)
- Una donna a Berlino (Anonyma - Eine Frau in Berlin)(2008)